# Делфос (Канзас)
Делфос (енгл. Delphos) град је у америчкој савезној држави Канзас.

## Демографија
По попису из 2010. године број становника је 359, што је 110 (-23,5%) становника мање него 2000. године.
| Група             | 2000.       | 2010.       |
| Белци             | 457 (97,4%) | 344 (95,8%) |
| Афроамериканци    | 0 (0,0%)    | 3 (0,8%)    |
| Азијати           | 0 (0,0%)    | 0 (0,0%)    |
| Хиспаноамериканци | 7 (1,5%)    | 8 (2,2%)    |
| Укупно            | 469         | 359         |